# Tay (Ontario)
Tay to gmina (ang. township) w Kanadzie, w prowincji Ontario, w hrabstwie Simcoe.
Powierzchnia Tay to 138,93 km².
Według danych spisu powszechnego z roku 2001 Tay liczy 9162 mieszkańców (65,95 os./km²).

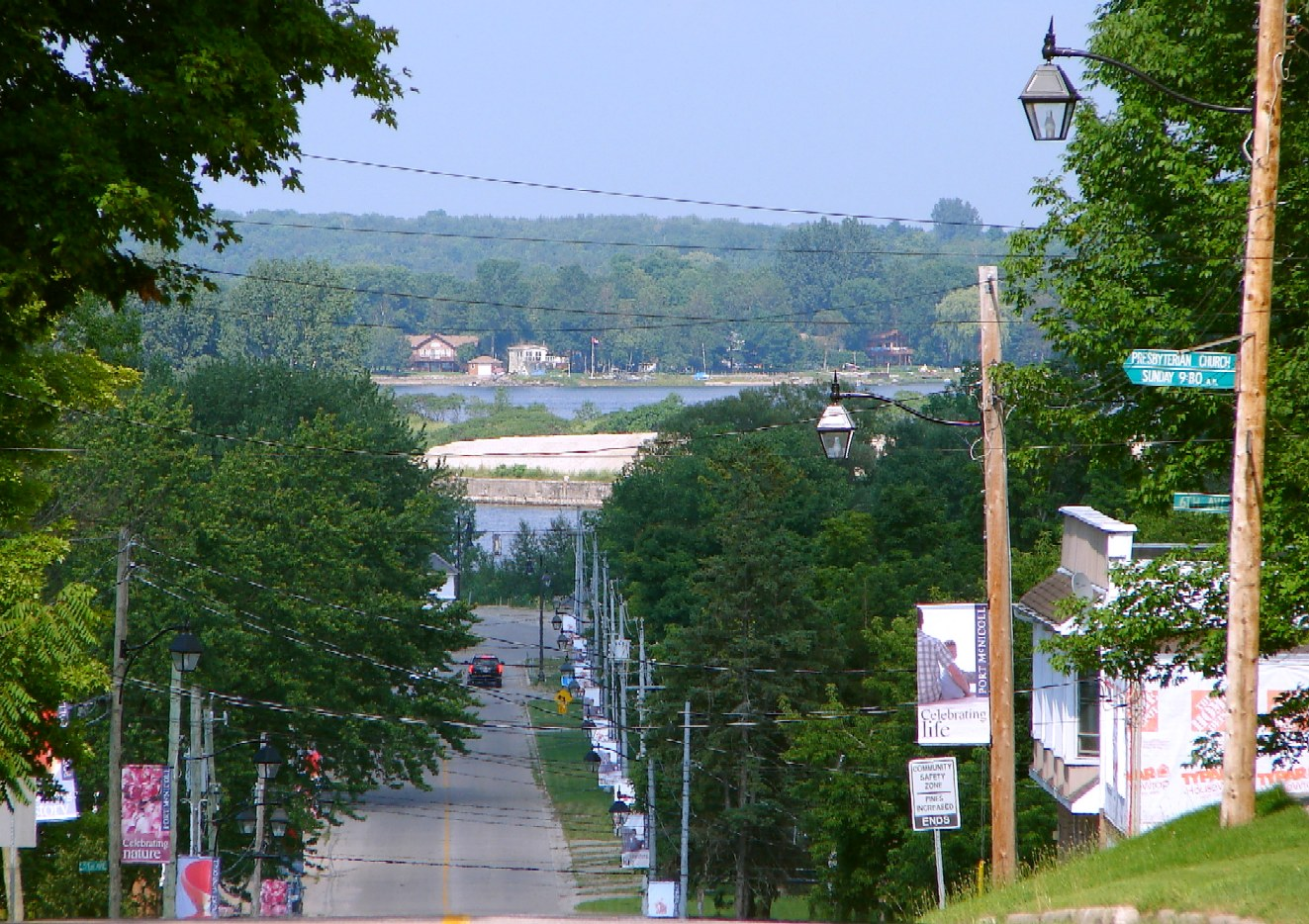
Port McNicoll
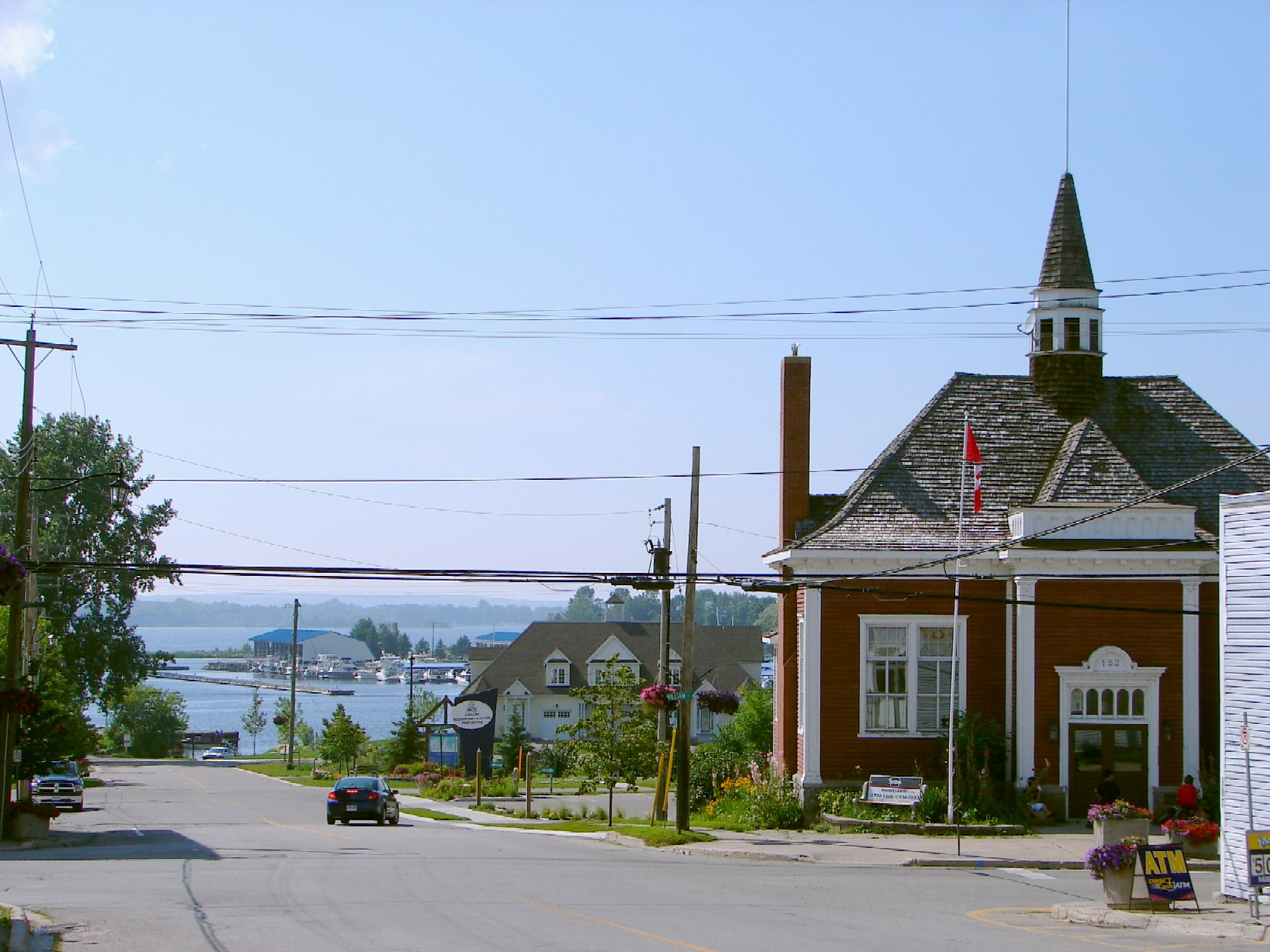
Victoria Harbour